# En norvégienne
En norvégienne (également appelée La Barque à Giverny) est une peinture à l'huile sur toile (97,5 × 130,5 cm) réalisée vers 1887 par le peintre français Claude Monet. Elle est conservée au musée d'Orsay, à Paris. Cette peinture représente une excursion en barque de trois femmes à chapeau pêchant à la ligne sur la rivière Epte, à Giverny.